# Oliver Jones (Animator)
Oliver Jones ist ein britischer Animator und Rigging Supervisor.

## Karriere
Jones machte seinen Bachelor am Chelsea College of Art in London und seinen Master am Royal College of Art. Jones’ Karriere begann 2005 mit seiner Tätigkeit in Corpse Bride – Hochzeit mit einer Leiche. Seit 2007 ist er bei dem US-amerikanischen Animationsstudio Laika angestellt und wirkte bei den Filmen Coraline und Der fantastische Mr. Fox mit. Bei der Oscarverleihung 2017 wurde er mit seinen Kollegen  Steve Emerson, Brian McLean und Brad Schiff in der Kategorie Beste visuelle Effekte für einen Oscar nominiert.

## Filmografie (Auswahl)
- 2005: Corpse Bride – Hochzeit mit einer Leiche (Tim Burton’s Corpse Bride)
- 2009: Der fantastische Mr. Fox (Fantastic Mr. Fox)
- 2009: Coraline
- 2016: Kubo – Der tapfere Samurai (Kubo and the Two Strings)